# VfL Pinneberg
Maillots
Dernière mise à jour : 30 avril 2011.
Le VfL Pinneberg est un club sportif allemand localisé à Pinneberg à 18 kilomètres, au nord-est de Hambourg, dans le Schleswig-Holstein.
Outre le football, le cercle dispose de nombreuses sections dont de l’athlétisme, du basket-ball, de la danse, de l’escrime, du fitness, du handball, du hockey sur gazon, du judo, du karaté, de la natation, de la planche à voile, de la plongée, du triathlon, du tennis de table, du volley-ball.

## Histoire
Ce club fut reconstitué après la Seconde Guerre mondiale sur les bases d’anciennes associations diverses (gymnastique, football, natation,…) qui s’unirent pour former la Turn-Spiel und Schwimmvereins von 1888 Union. En décembre 1945, les clubs se regroupèrent sous l’appellation VfL Pinneberg. D’autres clubs, Freier Turn-und Sportverein 1899 Pinneberg, le FC 1918 Pinneberg et le Athleten-Club "Doppeleiche" 1930 furent englobés comme autant de sections.

### Football
Bien que la localité de Pinneberg soit administrativement rattachée au Schleswig-Holstein, la section football du VfL Pinneberg évolue avec la Hamburger Fussball-Verband (HFV).
L’équipe "Premières" de football remporta le titre de Fussball Oberliga Hamburg à plusieurs reprises. En 1973, le club se qualifia via le tour final pour la Regionalliga Nord, une ligue située au 2e niveau de la hiérarchie et qui allait vivre sa dernière saison d’existence. Avant-dernier, sur 19 participants, le cercle ne fut évidemment pas retenu pour la 2. Bundesliga Nord, ni pour l’Oberliga Nord qui était créée au 3e niveau.
Champion de la Fussball Oberliga Hamburg, en 1977, le VfL Pinneberg accéda, via un tour final, à l’Oberliga Nord (niveau 3) en compagnie du VfB Lübeck Il fut relégué au bout d’une saison.
Par la suite, le club ne dépassa plus le 4e niveau. En 1994, furent instaurées les Regionalligen au 3e étage de la pyramide du football allemand. L’Oberliga Nord fut scindée en deux séries de niveau 4. Le VfL Pinneberg fut un des fondateurs de l’Oberliga Hamburg/Schleswig-Holstein. L’autre série était l’Oberliga Bremen/Niedersachsen.
Le club évolua au 4e niveau jusqu’en 2004. À ce moment, les deux Oberligen furent ramenées à une seule: l’Oberliga Nord. Le VfL Pinneberg termina un point trop court derrière le SC Victoria Hamburg et descendit en Verbandsliga Hamburg, au niveau 5.
Cette ligue porta ensuite les noms de Hamburg Liga ou Oberliga Hamburg. En 2008, lors de la création de la 3. Liga en tant que "Division 3", l’Oberliga Nord disparut et céda la place à cinq séries de Verbandsliga: Bremen, Hamburg, Niedersachsen Ost, Niedersachsen West et Schleswig-Holstein. Généralement bien classé dans la Verbandsliga Hamburg, le VfL Pinneberg ne put résister au nombre de clubs revenant de l’ancienne Oberliga Nord. À la fin de la saison suivante, il descendit en Landesliga Hamburg, Groupe Hammonia.
En 2010-2011, le VfL Pinneberg évolue Landesliga Hamburg (Groupe Hammonia), soit au 6e niveau de la hiérarchie de la DFB. Le club joue la tête et espère remonter en Hamburg Liga.

## Palmarès
- Champion de la Fussball Oberliga Hamburg (III): 1964, 1968, 1971, 1973.
- Champion de la Fussball Oberliga Hamburg (IV): 1975, 1977.